# 코너 트리니어
코너 트리니어(Connor Trinneer, 1969년 3월 19일 ~ )는 미국의 배우이다.

## 출연 작품
- 아메리칸 메이드